# Борги наші
«Борги наші» (рос. «Долги наши») — радянський художній фільм 1977 року, знятий на кіностудії Мосфільм. Цей фільм вийшов у прокат обмежено.

## Сюжет
Головний герой фільму — Іван Крутов. Спершу він жив в своєму селі, потім пішов в армію і служив в морському флоті. У селі у нього залишилася мати і улюблена дівчина Катерина. Після служби він вирішив побачити світ і став працювати рибалкою на великих риболовецьких судах — траулерах. Іван побачив у своєму житті багато цікавого, побував в різних заморських країнах.
Не встиг озирнутися Іван, як наблизилася старість. Крутов вирішив повернутися в своє рідне село до своїх рідних. Але його мати померла три роки тому, кохана дівчина вийшла заміж за іншого і виховує його дочку. Іван нарешті зрозумів, що в цьому житті він нікого не зробив щасливішим. Він вирішив змінитися і почати нове життя.

## У ролях
- Леонід Марков —  Іван Васильович Крутов
- Лідія Федосєєва-Шукшина —  Катерина, «солом'яна» вдова Крутова
- Людмила Зайцева —  Тоня, касирка в ресторані
- Наталія Андрейченко —  Вєрка, дочка Івана та Катерини
- Микола Пеньков —  Єгор Храпунов, чоловік Катерини
- Сергій Никоненко —  Василь, наречений Вєрки
- Раїса Рязанова —  Степанида Крутова, мати Івана
- Федір Одиноков —  Григорій, досвідчений моряк
- Валентин Грачов —  Віктор Володимирович, капітан траулера
- Євген Іваничев —  старпом траулера
- Олег Царьков —  Юрик
- Зінаїда Адамович —  жінка, що отримала похоронку на зустрічі Івана з односельцями
- Борис Ахан —  Георгій Семенович, начальник порту
- Леонід Реутов —  шанувальник Тоні в хутряній кепці
- Олександра Харитонова —  офіціантка Шура
- Юрій Назаров —  Володимир Андрійович, привів Івана на роботу в майстерні
- Володимир Піцек —  провідник в поїзді
- Алевтина Румянцева —  попутниця в поїзді
- Члени екіпажу траулера —  Віктор Павлов,  Володимир Плотніков, Олександр Пятков

## Знімальна група
- Автор сценарію — Едуард Володарський
- Режисер — Борис Яшин
- Оператор-постановник — Дільшат Фатхулін
- Композитор —  Борис Чайковський
- Художник-постановник —  Леонід Платов
- Костюми — К. Разумовська
- Монтаж — Галина Спіріна
- Звукорежисер — Віктор Бєляров
- Музичний редактор — Міна Бланк
- Диригент —  Марк Ермлер
- Директор картини — Костянтин Стенькин